# Fusillade d'Alastlogo
 (janvier 2017).
La fusillade d'Alastlogo (Insiden Alastlogo) est un incident, survenu le 30 mai 2007, au cours duquel des membres d'une unité du corps des fusiliers marins indonésiens ont fait feu sur les habitants du village d'Alastlogo, situé à 76 km au sud-est de Surabaya à Java oriental, tuant 4 habitants et en blessant 8 autres. 13 marinir ont finalement été condamnés.
Cet incident trouve ses racines dans un conflit agraire, qui depuis 1960, oppose la marine indonésienne aux habitants de 10 villages des alentours.

## Déroulement des faits
Vers 9h30, un tracteur, conduit par des employés de la société PT Rajawali, une entreprise d'horticulture, partenaire de l'armée indonésienne et escorté par 10 soldats armés de fusils d'assaut SS-1 et de 2 pistolets commença à labourer une parcelle de terre détruisant le manioc que les habitants avaient déjà planté, dans l'intention d'y cultiver de la canne à sucre. La parcelle en question était l'objet de conflit agraire.
50 habitants d'Alastlogo arrivèrent ensuite sur place pour, selon Imam Sugnadi, chef du village d'Alastlogo, rappeler que la procédure judiciaire visant à régler le différend foncier n'était pas terminée et éviter la destruction des cultures.
Voyant le nombre d'habitants s'approcher du champ, et sous les cris de ceux déjà présents, les soldats s'inquiétèrent. Des tirs de semonce retentirent par deux fois, puis les soldats tirèrent en direction des civils qui s'enfuyaient dont certains, atteints, s'écroulèrent. 
Kemudian para para tentara itu gelap mata[Traduire passage]. Ils tirèrent sur les habitations. Plusieurs femmes cuisinant ou coupant des plants de manioc furent aussi touchées par les projectiles. L'une d'entre elles, Mistin, 25 ans qui portait son enfant de 4 ans, décéda sur le coup, alors que son enfant, atteint lui aussi au sein droit, était transporté à l’hôpital public régional Sjaiful Anwar de Malang. 
Melihat teman dan saudaranya ditembak[Traduire passage], les habitants se dirigèrent vers la route principale, distante de deux kilomètres, reliant Probolinggo à Pasuruan, abattant quelques arbres qui bordaient la route, plusieurs centaines d'habitants s'asseyant ensuite sur la route, empêchant ainsi les véhicules de l'emprunter.
Le bupati (préfet) de Pasuruan, arrivant au village d'Alastlogo du commandant de la 5e région militaire Brawijaya démentit avoir ordonné aux soldats de chasser les habitants.
Le jeudi 31 mai 2007, entre 17h00 et 19h00, une réunion se tint au pendopo de Pasuruan entre 50 représentants des habitants Alastlogo et le commandant de la flotte orientale, le contre-amiral Waldi Murad en présence du gouverneur de Java oriental Imam Utomo, du commandant de la 5e région militaire Brawijaya, le major général Syamsul Mapareppa, le directeur adjoint de la police régionale de Java oriental le Brigadier Général Sugiono, et le bupati de Pasuruan Jusbakir Aldjufri, débouchant sur un accord en 5 points notamment :
1. Une réunion est programmée le 4 juin 2007 pour chercher une solution profitable aux deux parties.
2. Les auteurs de la fusillade feront l'objet d'une enquête approfondie et la police militaire de la Marine est priée d'agir de manière juste et transparente.
3. Les activités de la société PT Kebun Grati Agung sur les terres, appartenant à la marine et situées sur les districts de Lekok et de Nguling sont stoppées.
4. Le statut des terres disputées sera fixé par la tribunal de Pasuruan. Dans l'attente de ce règlement, les terres en question ne seront pas mise en culture.
5. Le blocage de la route principale Probolinggo-Pasuruan par les habitants sera levé.

À la suite de cet accord le blocage de cette route sera effectivement levé.

## Version de l'armée indonésienne
Selon le commandant du corps d'infanterie de marine, le major général Safzen Noerdin, les faits débutèrent aux alentours de 08h00, lors d'une patrouille de 13 militaires, commandée par le Lieutenant de Marine Budi Santoso. Vers 9h30 la section traversa le village d'Alas Tlogo et constata un attroupement des habitants seperti hendak berunjuk rasa[Traduire passage]. Le lieutenant Budi demanda à ceux-ci de renoncer à leur intention de manifester. 
Cependant, environ 10 minutes plus tard apparut une foule portant des serpes, du bois et des pierres. Massa tampak beringas, berteriak-teriak, dan menyerang. Sebanyak lima anggota patroli pun terluka[Traduire passage]. Pour faire face à cette situation incontrôlée, les soldats tirèrent en l'air en signe d'avertissement. "Mais, il y en avait qui demandaient aux habitants de ne pas avoir peur, n'ayez pas peur, ce sont des balles à blanc, de fausses balles, continuez d'attaquer" selon Safzen répètant les cris des habitants. 
Pour indiquer que les balles utilisées étaient bien réelles, les soldats tirèrent en direction du sol. "Peut-être certaines balles ont ricoché sur des pierres et ont frappé les habitants. Après que des habitants furent atteints, ceux-ci ont reculé et les soldats sont rentrés directement à la caserne. Les fusiliers étaient clairement en position de légitime défense", déclara Safzen.[réf. nécessaire]
À la suite de cet incident le commandant du centre d'entrainement au combat de Grati au moment des faits, le major Husni Sukarwo fut remplacé par le major Ludi Prasetyo. Semua personelnya, sekitar 140 orang, diperintahkan tetap berada dalam kesatriaan agar tidak menyulut konflik baru[Traduire passage].
Le 6 juin 2007 soit une semaine après l'incident, le commandant du corps d'infanterie de marine, le major général Safzen Noerdin était remplacé par le major général Nono Sampono.

## Victimes

### Civils
On dénombre 4 morts et 8 blessés par balles. Les 4 morts sont Mistin (âgé de 25 ans), Sutam (40), Khotijah (25), qui était enceinte de 4 mois, et Rohman (21). Les victimes furent emmenées à l'hôpital Syaiful Anwar à Malang setelah dari RSUD Soedarsono Pasuruan[Traduire passage]. 

### Militaires
Cinq marinir ont été blessés : le sergent Abdurahman, les caporaux Helmi et Warsim et les soldats Sariman et Suyatno.

### Journalistes
Quatre journalistes qui voulaient couvrir le blocus de la route ont été l'objet de jets de pierre et de coups par les villageois. Selon Anas Muslimin, un autre journaliste, il s'agit d'Irsa Priyongko de la chaîne de télévision privée Trans TV, Jandi Ari de la chaîne privée SCTV, Krisna de la chaîne privée Metro TV et Zaenal Arif du journal Radar Bromo. Irsa dipukul punga[Traduire passage] eu son dos frappé par un morceau de bois et Krisna s'est foulé le pied en tombant alors qu'il fuyait les villageois.

## Militaires impliqués
13 Marinir (fusiliers marins) étaient en patrouille, dont : 
- Le lieutenant Budi Santoso
- Le sergent Abdurahman
- Le caporal de 1re classe Moh. Suratno
- Le caporal de 1re classe Totok L.
- Le caporal de 2e classe Warsim
- Le caporal de 2e classe Helmi
- Le soldat-chef Sariman
- Le soldat de 1re classe Suyatno

## Un conflit agraire
Selon les données de l'institut pour l'aide judiciaire de Surabaya, le conflit qui oppose les habitants du village d'Alas Tlogo et d'autres villages environnant avec la marine indonésienne a commencé dans les années 1960-1961. À cette époque ces terres, sur lesquelles se trouvaient précédemment des plantations néerlandaises, avait été saisies par l'armée et devaient accueillir des logements pour la troupe et servir de terrain d'entrainement, dans les faits, une partie était louée à PT Rajawali. 
L'occupation par les militaires indonésiens ou à leur profit, des terres précédemment occupées par les Néerlandais, 
En 1998, PT Rajawali Nusantara revendique la propriété d'une surface de 539 hectares, jusque-là cultivée depuis des dizaines d'années par les habitants. La plainte dilayangkan warga tahun 1999 dan pada tahun itu pula[Traduire passage] la Cour Nationle de Pasuruan donne raison à PT Rajawali Nusantara. 

À la suite de la Reformasi, les habitants d'Alas Tlogo et des villages alentour ont entamé une procédure de réclamation des terres jusqu'alors sous le contrôle de la Marine indonésienne. Un accord est alors intervenu les bâtiments (Prokimal) tak akan diutak-utik, en échange la terre arable serait rendue aux habitants pour être cultivée. 
Permasalahannya, sejak terjadi pergantian komandan tahun lalu, terjadi kebijakan yang berbeda. Aksi kekerasan terhadap petani kembali marak.[Traduire passage] Des habitants ont rapporté avoir été, à plusieurs reprises, conduits de force à la caserne des Marinir. 

## Réactions
Le chef d'État-major de l'armée indonésienne, le maréchal de l'air Djoko Suyanto, ont déploré le conflit entre les habitants de Grati et les marinir, qui s'est terminé par des coups de feu et entrainé des morts et des blessés du côté des civils. Djoko exprime son profond chagrin aux familles des victimes de cet incident et promet akan menuntaskan insiden tersebut melalui jalur hukum tanpa berupaya menutup-nutupi prajuritnya yang bersalah. "Siang tadi (kemarin) saya sudah perintahkan KSAL untuk menuntaskan kasus itu sesuai proses hukum. Sekarang sudah mulai dilakukan penyelidikan-penyelidikan, saya rasa dari[Traduire passage] la police militaire de la marine, du Korps Marinir et de la police sudah turun kesana," ujar Djoko[Traduire passage]. D'autre part Djoko regrette également que le conflit agraire cause la mort juga menyayangkan persoalan sengketa tanah kali ini berujung pada insiden yang memakan korban. Hal itu mengingat pihaknya, khususnya TNI AL, telah berupaya patuh terhadap putusan hukum yang berlaku dalam proses pengadilan sebelumnya terkait keberadaan lahan itu.[Traduire passage]
Djoko Susilo, membre de la 1re commission du DPR (assemblée nationale), élu du PANdans la première circonscription de Java Est, menyampaikan protes keras terhadap penembakan yang dilakukan oknum prajurit TNI Angkatan Laut à Grati, yang mengakibatkan sejumlah warga tewas dan luka-luka[Traduire passage]. Djoko a également demandé pourquoi ces militaires ont pu facilement tiré sur la population, alors que leurs armes et leurs munitions sont payés avec l'argent du peuple. Il a ajouté que le président Yudhoyono devait immédiatement ordonner une enquête sur l'incident, afin de punir toutes les parties impliquées dans la fusillade. 

Une condamnation du même ton a également été émise par la FSPI (Fédération des syndicats de paysans d'Indonésie). "Cette agression et cette fusillade sont des actes barbares et violent les droits de l'homme," 

## Suites judiciaires
Le 21 février 2008, une équipe de la Commission Nationale pour les Droits Humains Fondamentaux, Komnas HAM dirigé par Ridha Saleh se rend à Alastlogo pour approfondir son enquête.Le 14 août 2008, le tribunal militaire III de Surabaya condamne le lieutenant Budi Santoso à 3 ans de détention, le caporal Suratno à 2 ans de détention, le soldat Suyatno à 2 ans et 6 mois de détention, tous trois ayant été également à être renvoyés de leur unité, les 10 autres prévenus sont condamnés à des peines d'1 an et 6 mois de détention, moins la durée de leur détention préventive et conserveront leurs prérogatives